# William Miller (Ruderer, 1905)
William „Bill“ Garfield Miller (* 16. März 1905 in Philadelphia, Pennsylvania; † Mai 1985 in Carlisle, Pennsylvania) war ein US-amerikanischer Ruderer, der zwei olympische Silbermedaillen gewann.
Der für den Pennsylvania Barge Club rudernde Miller trat bei den Olympischen Spielen 1928 in Amsterdam zusammen mit Charles Karle, George Healis und Ernest Bayer im Vierer ohne Steuermann an. In der ersten Runde besiegten die Amerikaner das deutsche Boot, in der zweiten Runde traten die Franzosen nicht als Gegner an. Nach einem Halbfinalsieg über den italienischen Vierer unterlagen die Amerikaner im Finale gegen den britischen Vierer und erhielten die Silbermedaille.
In den nächsten Jahren trat Miller im Einer an und gewann ab 1930 viermal in Folge die US-Meisterschaft. Bei den Olympischen Spielen 1932 in Los Angeles traten fünf Ruderer im Einer an. Im ersten Vorlauf siegte der australische Olympiasieger von 1928 Bobby Pearce vor Miller, im zweiten der Brite Leslie Southwood vor dem Uruguayer Guillermo Douglas und dem Kanadier Joseph Wright. Miller gewann den Hoffnungslauf vor Douglas und Wright. Im Finale siegte Pearce mit 0,8 Sekunden Vorsprung vor Miller, Douglas erhielt mit einer knappen halben Minute Rückstand die Bronzemedaille vor Southwood. 
Miller wurde 1934 Profi, bei den Weltmeisterschaften der Profis 1934 unterlag er wie 1932 gegen Bobby Pearce.